# Wiesederfehn
Wiesederfehn ist ein Stadtteil der Stadt Wiesmoor, Landkreis Aurich. Es ist ein Reihendorf am ehemaligen Weg von Wiesede nach Voßbarg, heute die Bundesstraße 436 mit Wiesmoor als neuem Zentrum.
Es handelt sich um ein ostfriesisches Moorkolonat, gegründet 1796. Im 19. Jahrhundert zählte der Ort zum Kirchspiel Reepsholt, von 1903 bis 1914 zum Kirchspiel Marcardsmoor.
Am 28. Februar 1914 konstituierte sich in der Dorfgemeinschaft ein bis heute existierender Verein für Boßeln und Klootschießen. Am 1. Juli 1972 wurde die bis dahin selbstständige Gemeinde ein Teil von Wiesmoor.